# Mike Okoth Origi
Michael Okoth Origi (ur. 16 listopada 1967 w Murandze) – kenijski piłkarz grający na pozycji napastnika. Ojciec Divocka Origi, także piłkarza i reprezentanta Belgii.

## Kariera klubowa
Karierę piłkarską Okoth Origi rozpoczął w klubie Shabana FC z miasta Kisii. W jego barwach zadebiutował w kenijskiej Premier League. W 1988 roku przeszedł do Kenya Breweries z Nairobi, gdzie grał do 1991 roku. Sezon 1991/1992 spędził grając w omańskim Boshar FC.
W 1992 roku Okoth Origi przeszedł do belgijskiego KV Oostende, a wiosną 1993 roku awansował z nim z drugiej do pierwszej ligi. W 1995 roku spadł z Oostende do drugiej ligi, a w 1996 trafił do KRC Harelbeke. Pobyt Kenijczyka w Harelbeke trwał 2 lata i następnie odszedł on do KRC Genk. W 1999 roku wywalczył z Genk pierwsze w historii mistrzostwo kraju. Jesienią 2001 przeszedł do RWD Molenbeek, a w latach 2002-2004 był piłkarzem KSK Heusden-Zolder. W 2004 roku odszedł do drugoligowego KSK Tongeren. W 2006 roku w wieku 39 lat zakończył karierę piłkarską.

## Kariera reprezentacyjna
W reprezentacji Kenii Okoth Origi zadebiutował w 1990 roku. W 1990 roku był w kadrze Kenii na Puchar Narodów Afryki 1990. W 1992 roku podczas Pucharu Narodów Afryki 1992 wystąpił w 2 spotkaniach: z Nigerią (1:2) i z Senegalem (0:3). W 2004 roku został powołany do kadry na Puchar Narodów Afryki 2004. Tam rozegrał 3 mecze: z Mali (1:3), z Senegalem (0:3) i z Burkina Faso (3:0).